# Dobro

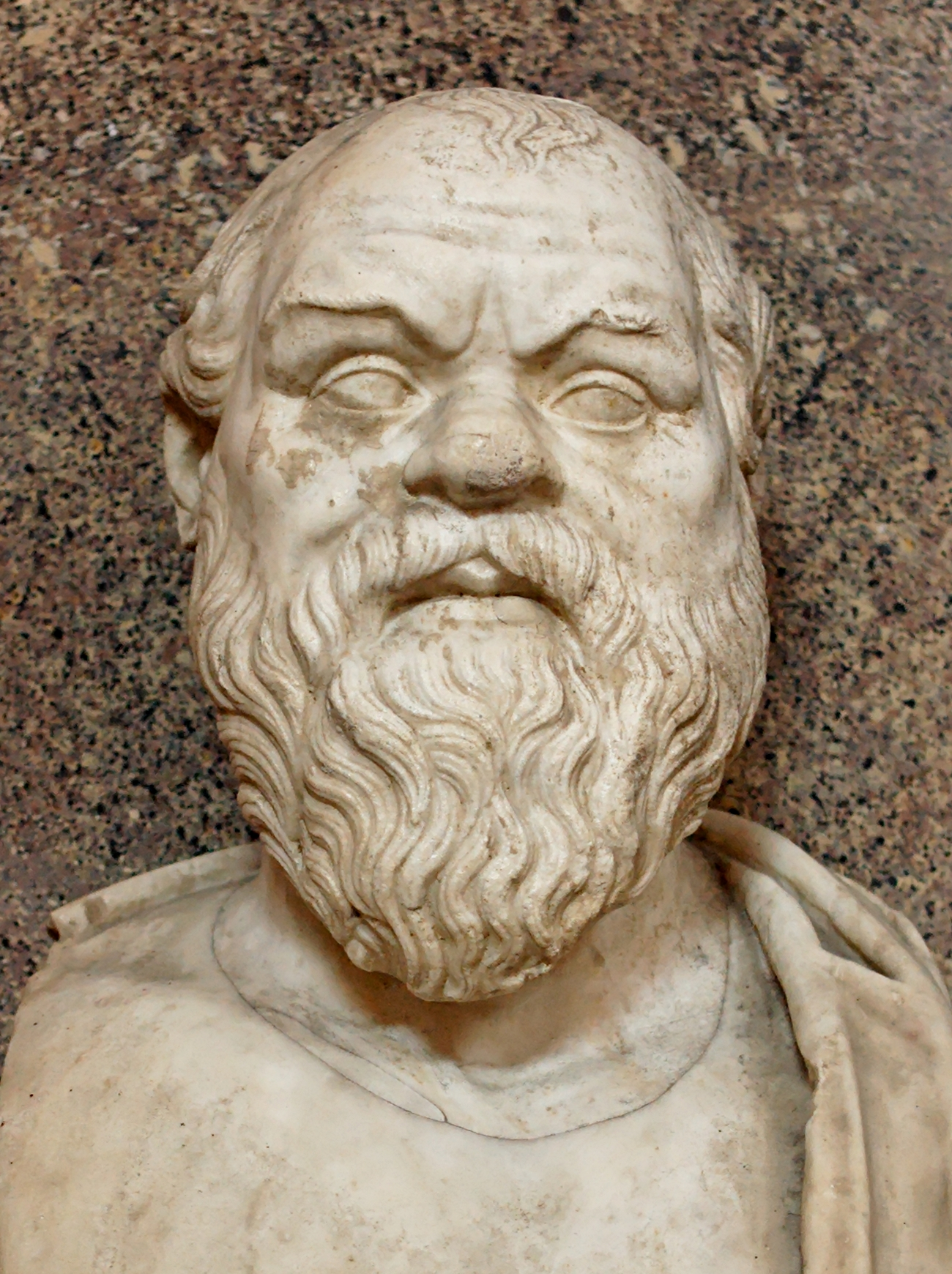
Busta Sokrata, který se zabýval morálkou a tedy i dobrem

Dobro je obecný pojem, odvozený od hodnotícího slova „dobrý“. Může tedy znamenat to, co lze v silném slova smyslu označit za dobré. Toto označení lze zhruba chápat ze tří stránek, které se navzájem nevylučují:
- subjektivní dobro – to, co těší;
- objektivní dobro – to, co prospívá;
- mravní dobro – to, co slouží ke cti.

Vzhledem k této mnohoznačnosti a možným zneužitím, na něž upozornil už Nietzsche, se pojem dobra v moderní etice a filosofii užívá opatrně. Znamená nejvyšší morální hodnotu a protiklad zla; nicméně řada filosofů se mu raději vyhýbá (Spinoza, Nietzsche, A. J. Ayer).

## Dobro ve filosofii

### Pokusy o definici
Britský filosof George Edward Moore ve vlivném díle Principia ethica (1903) ovšem upozorňuje, že přídavné jméno „dobrý“ nelze nahradit žádným jiným a všechny takové pokusy nazývá „naturalistickým klamem“ (naturalistic fallacy).
| „             | „Dobro“ – pokud tím míníme tu kvalitu, kterou přisuzujeme věcem, o nichž říkáme, že jsou „dobré“ – nepřipouští žádnou definici. (...) Je to jeden z těch nesčetných předmětů myšlení, jež samy nepřipouštějí definici, neboť pomocí nich jakožto konečných pojmů se naopak musí definovat všechno ostatní, co definici připouští. | “ |
| — G. E. Moore | |   |

Moore pak kritizuje různé filosofy, kteří se domnívali, že místo „dobrý“ mohou říci „žádoucí“, „dokonalý“, „nesobecký“ a podobně. Je sice pravda, že co je dobré, může být také žádoucí, dokonalé, nesobecké atd., nicméně to není totéž. Filosofická etika sice hledá, co je různým „dobrým“ věcem společné, nicméně nesmí podlehnout omylu, že by tím mohla slovo „dobrý“ nahradit.

### Antická filosofie
Na počátku je ale třeba říct, že slovo překládané do češtiny jako "dobro" má v řečtině spíše význam prospěšnosti, české slovo "dobro" je poněkud širší a tím nejasnější.
Zatímco přídavné jméno „dobrý“ užíváme zcela běžně, v různém smyslu a v různých situacích, vyjadřuje pojem dobro přesvědčení, že všechny tyto věci nakonec cosi spojuje. Tuto myšlenku přesněji vyjadřuje Platón tak, že různé věci se v té či oné míře podílejí (methexei) na jediné a společné ideji dobra. Pokud bychom tuto ideu mohli dokonale poznat, věděli bychom v každé situaci, co je dobré a co není. Někteří Platónovi žáci a následovníci dokonce soudili, že bytí, dobro a pravost (ve scholastické terminologii ens, bonum, verum) jsou totéž: jen o jsoucím lze říci, že je dobré, a to jen tehdy, je-li zároveň i pravé. Špatné a zlé je buďto nepravé, anebo nedostatečně jsoucí, a zlo je nedostatek dobra.
Platónovo pojetí kritizuje Aristotelés právě proto, že kdyby naše jednání měla vést jediná idea dobra, ztratila by se lidská svoboda a všichni by museli chtít a konec konců i dělat totéž. Proto Aristotelés místo jediné ideje dobra předkládá jako ideály jednání řadu různých ctností, které se vesměs vyznačují jistou uměřeností. Štědrý není ani marnotratný, ani lakomý, naopak je od obojího stejně a podstatně vzdálen.
Aristoteles dělí dobro na tři druhy:
- dobro příjemné (bonum delectabile), které vede k hedonizmu,
- dobro užitečné (bonum utile), které je prostředkem k jinému dobru,
- dobro vznešené (bonum honestum), označované také jako dobro ušlechtilé nebo nejvyšší dobro.

### Kritiky pojmu dobra
Aristotelés také upozorňuje, že označení „dobrý“ užíváme vždycky v jisté situaci a ze zkušenosti víme, že co je jednou nebo pro někoho dobré, může být jindy a pro jiného nedobré nebo dokonce špatné. Proto se Immanuel Kant snaží užívání slova „dobrý“ silně omezit a na jednom místě říká, že skutečně dobrá je jen a jedině dobrá vůle. Ještě radikálnější postoj zastával Friedrich Nietzsche. Lidé, kteří se odvolávají na dobro, se podle něho vyhýbají vlastnímu rozhodování a odpovědnosti; člověk si proto má „tvořit“ své ctnosti a o svých rozhodnutích neříkat, že jsou dobrá, ale „tak jsem tomu chtěl já“.

### Nový zájem o pojem dobra
Podle N. Hartmanna je dobro základní mravní hodnota, která může nabývat různé formy podle toho, jak se definuje jeho vztah k ostatním základním mravním hodnotám; za takové hodnoty pokládá vznešenost, plnost a čistotu. Vznešené interpretuje dobro velkodušně a velkoryse jako to co je vysoké a ideální. Plnost zase interpretuje dobro ve smyslu co možno nejrozmanitější a nejvšestrannější účasti na hodnotě. Čistotě jde o to, aby se jednoduše a přesně zaměřovala na dobro jako jediné co je třeba. Z těchto různých interpretací dobra vyplývají různé typy étosu a morálky.
V poslední době se pojem dobra v širším slova smyslu opět oživil, a to v souvislosti s obnoveným zájmem o etiku ctností. Ve velmi hlubokém smyslu uvažovala o dobru Simone Weilová a Alasdair MacIntyre v knize Zánik ctnosti rozlišuje dvojí dobro: dobro vnitřní (intrinsic), například potěšení ze hry, a dobro vnější, například odměnu za vítězství. Rozdíl mezi nimi je v tom, že jen vnitřní dobro motivuje hráče, aby hráli dobře, kdežto člověk motivovaný pouze vnějším dobrem může chtít dosáhnout vítězství třeba podvodem.

### Lao-c’ o dobru
- Nejvyšší dobrota je jako voda.
- Užitek vody je v tom, že prospívá mnohým, ale sama neškodí.
- Uspokojuje se s místy, kterými lidé pohrdají.
- Proto je blízká Tau.
- Dobrota se při bytí projevuje v místě, při myšlení v hloubce, při dávání v lásce, při hovoru v pravdě, při vládnutí v pořádku, při působení ve způsobilosti, při konání v pravém čase.
- Kdo se nepovyšuje, zůstává bez úhony.